# Норт-Ранкін – Каррата
Норт-Ранкін — Каррата — офшорний газопровід у Індійському океані, біля західного узбережжя Австралії.
У 1984-му на півострові Бурруп почав роботу газопереробний завод Каррата, що з 1989-го став частиною заводу зі зрідження природного газу Норз-Вест-Шельф ЗПГ. Сировинною базою виступили офшорні родовища басейну Карнарвон, при цьому подачу ресурсу на береговий майданчик організували за допомогою трубопроводу від родовища Норз-Ранкін довжиною 135 (за іншими даними — 130) кілометрів та діаметром 1000 мм. Трубопровід починається в районі з глибиною моря близько 125 метрів.
У 2002—2003 роках додали другу нитку діаметром 1200 мм, прокладання якої здійснили трубоукладальні судна «Castoro II» та «Semac 1». Крім того, залучили землесосний снаряд «Queen of the Netherlands», що провів траншейні роботи на глибинах до 55 метрів, які потребували вилучення 0,9 млн м³ матеріалу.
Через описану вище систему також транспортується продукція інших родовищ проєкту, що надходить по газопроводах Гудвін – Норт-Ранкін (1995), Ванаєа – Норт-Ранкін (1995) та Енджел – Норт-Ранкін (2008). Також існують плани спорудження трубопроводу Броуз — Норт-Ранкін (Browse — North Rankin).